# ساعة ويندوز
ساعة ويندوز (المعروفة أصلاً باسم Clock & Alarms في Pocket PC 2000) هو تطبيق لإدارة الوقت مضمن في مايكروسوفت ويندوز و Windows 10 Mobile مع أربع ميزات رئيسية: المنبهات والساعات العالمية والمؤقتات وساعة الإيقاف .حيث يتم سرد الميزات في قائمة الشريط الشبكي ، و يتشابه التطبيق في الوظائف والتصميم مع تطبيق الساعة على iOS. لقد كان المنبه والساعة محتكرة ومتوفرة على الأجهزة المحمولة فقط لأكثر من عقد من الزمان قبل أن تكون متاحة على أجهزة الكمبيوتر مع تقديم Windows 8.1. ويمكن تثبيت مربعات التنبيهات والمؤقتات وساعة الإيقاف في قائمة ابدأ.

## المنبه
يتم سرد المنبهات عموديًا حسب الوقت من اليوم ويمكن تنشيطها أو إلغاء تنشيطها باستخدام مفتاح التشغيل / الإيقاف البيضاوي. ومن الممكن حذف مجموعة من الإنذارات في وقت واحد عن طريق النقر فوق زر القائمة واستخدام مفتاح التحكم مع أو بدون مفتاح Shift لتحديد الإنذارات.
يمكن إنشاء الإنذارات عن طريق النقر فوق زر علامة الجمع وتعديلها عن طريق النقر عليها. ومن الممكن تغيير الوقت والاسم والتكرار حسب اليوم والأسبوع إضافة إلى تغيير واختيار الصوت ووقت الغفوة. و يتم تشغيل الإنذارات من خلال نوع خاص من الإنذارات. ونظرًا لقيود الأجهزة ، لا يمكن أن تظهر الإنذارات دائمًا على بعض الأجهزة التي تم إيقاف تشغيلها.

## الساعة العالمية
تكتشف قائمة الساعة العالمية موقع المستخدم وتعرض التوقيت المحلي على موقع المستخدم على خريطة العالم. ويمكن للمستخدمين البحث عن مواقع إضافية لإظهارها على الخريطة. وعند عرض أوقات أخرى ، تقوم ميزة الساعة العالمية بحساب مدى تقدم أو تأخير الأوقات الأخرى من التوقيت المحلي للمستخدم. ومن الممكن أيضًا مقارنة الأوقات غير المحلية في وقت محلي محدد. وعندما يتم تصغير الخريطة أفقيًا ، تظهر الأوقات في قائمة عمودية أسفل الخريطة بدلاً من عرضها عليها.

## المؤقتات
يمكن إنشاء الموقتات وتسميتها بالنقر فوق زر علامة الجمع في الأسفل ، مثل أجهزة الإنذار ؛ ومع ذلك ، لا توجد طريقة لتحرير جهاز ضبط الوقت. ومن الممكن إعادة تعيين أو حذف عداد الوقت. بينما يمكن ضبط أجهزة ضبط الوقت المتعددة للتشغيل في وقت واحد. ويستبدل زر التكبير / التصغير الموجود بالمؤقت الخلفية بألوان تمييز Windows ، ويخفي المؤقتات الأخرى والشريط ، بينما يكبر الوقت المعروض. وتتيح أزرار التنقل بين الأسهم للمستخدمين التبديل بين المؤقتات في طريقة العرض هذه.

## ساعة التوقيف
يمكن تشغيل ساعة توقيت واحدة في كل مرة. ويتيح زر العلم للمستخدم ، تسجيل أوقات الدورات ويتيح زر المشاركة للمستخدمين مشاركة الأوقات مع تطبيقات UWP الأخرى. على غرار المؤقتات ، تحتوي ساعة الإيقاف على زر لتغيير الحجم حيث يبسط الواجهة عن طريق تغيير الخلفية وإخفاء قيم الدورة.